# Christian Lacroix

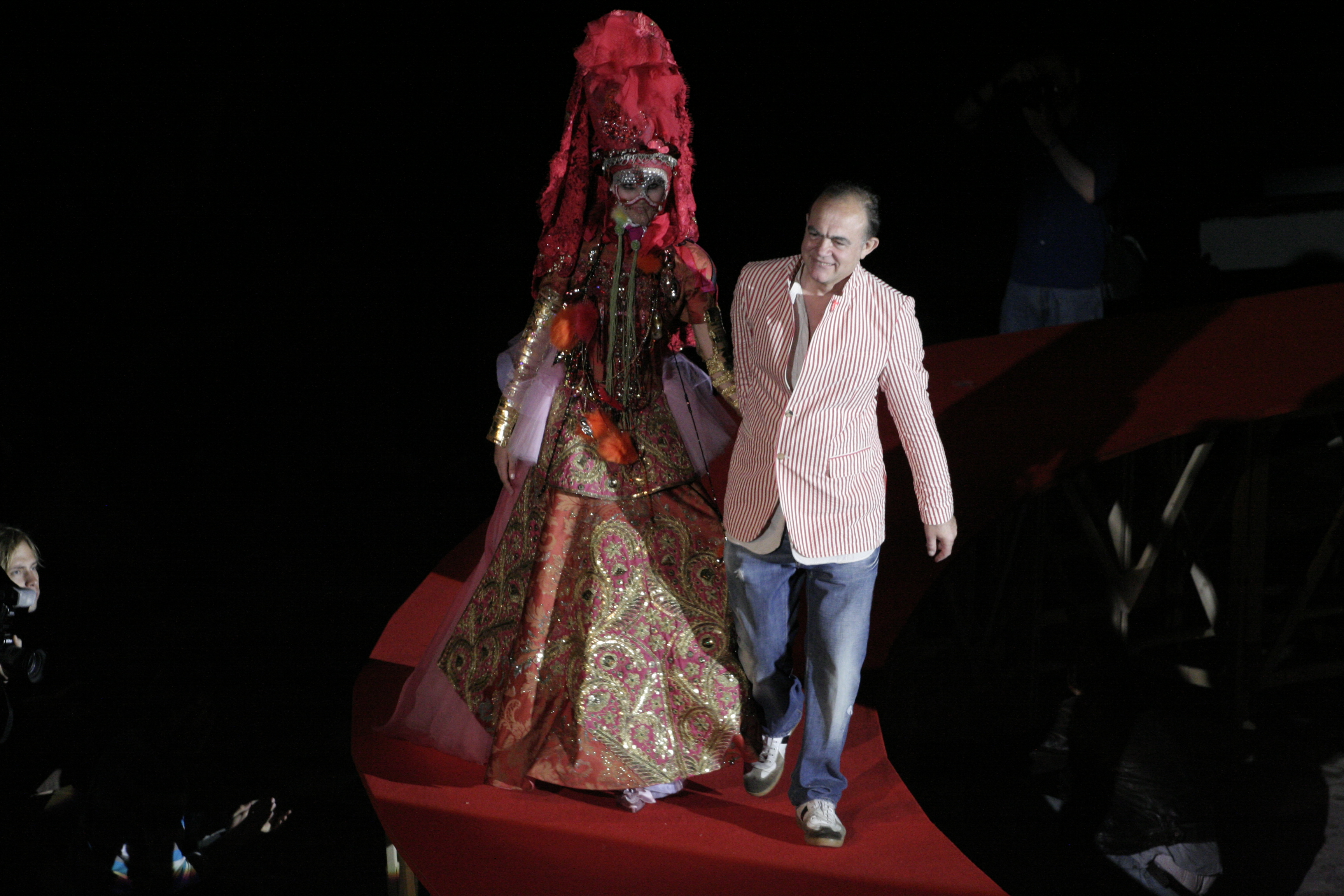
Christian Lacroix mit einem seiner Haute-Couture-Modelle, 2008

Christian Lacroix (* 16. Mai 1951 in Arles, Frankreich) ist ein französischer Modeschöpfer und Kunsthistoriker sowie Gründer des nach ihm benannten Modeunternehmens, das seit Ende 2009 ohne ihn geführt wird.

## Biographie
Christian Lacroix wuchs in Trinquetaille, einem Stadtteil von Arles, als Sohn eines Ingenieurs und einer Gewürzhändlerin auf. Nach dem Abitur zog er 1969 für ein Kunstgeschichtsstudium nach Montpellier. Im Jahre 1971 zog er nach Paris, wo er sein Studium an der Sorbonne und der École du Louvre fortsetzte. Sein Ziel war es, Museumskurator zu werden.

In Paris lernte Lacroix Anfang der 1970er seine zukünftige Frau, Françoise Rosenthiel, eine Hermès-Beraterin, kennen, die ihm den Weg in die Modebranche eröffnete. Mit ihr ist er seit 1974 verheiratet. Zu Rosenthiels Freunden gehörte der PR-Manager Jean-Jacques Picart, der für zahlreiche französische Haute-Couture-Modeunternehmen tätig war. Durch Rosenthiels und Picarts Vermittlung arbeitete Lacroix ab 1978 als Zeichen-Assistent in der Modeabteilung von Hermès, nahm 1980 eine Stelle bei dem französischen Designer Guy Paulin an und zeichnete von 1981 bis 1987 die Haute Couture-Kollektion des Hauses Jean Patou. Für den japanischen Designer Jun Ashida, der auch Mitglieder der kaiserlichen Familie ausstattete, war Lacroix ab 1980 nebenbei tätig. 1986 wurde Lacroix für seine Arbeit bei Patou mit dem französischen Dé d’or (Goldener Fingerhut) ausgezeichnet und erhielt vom Council of Fashion Designers of America den Sonderpreis als einflussreichster ausländischer Designer. 

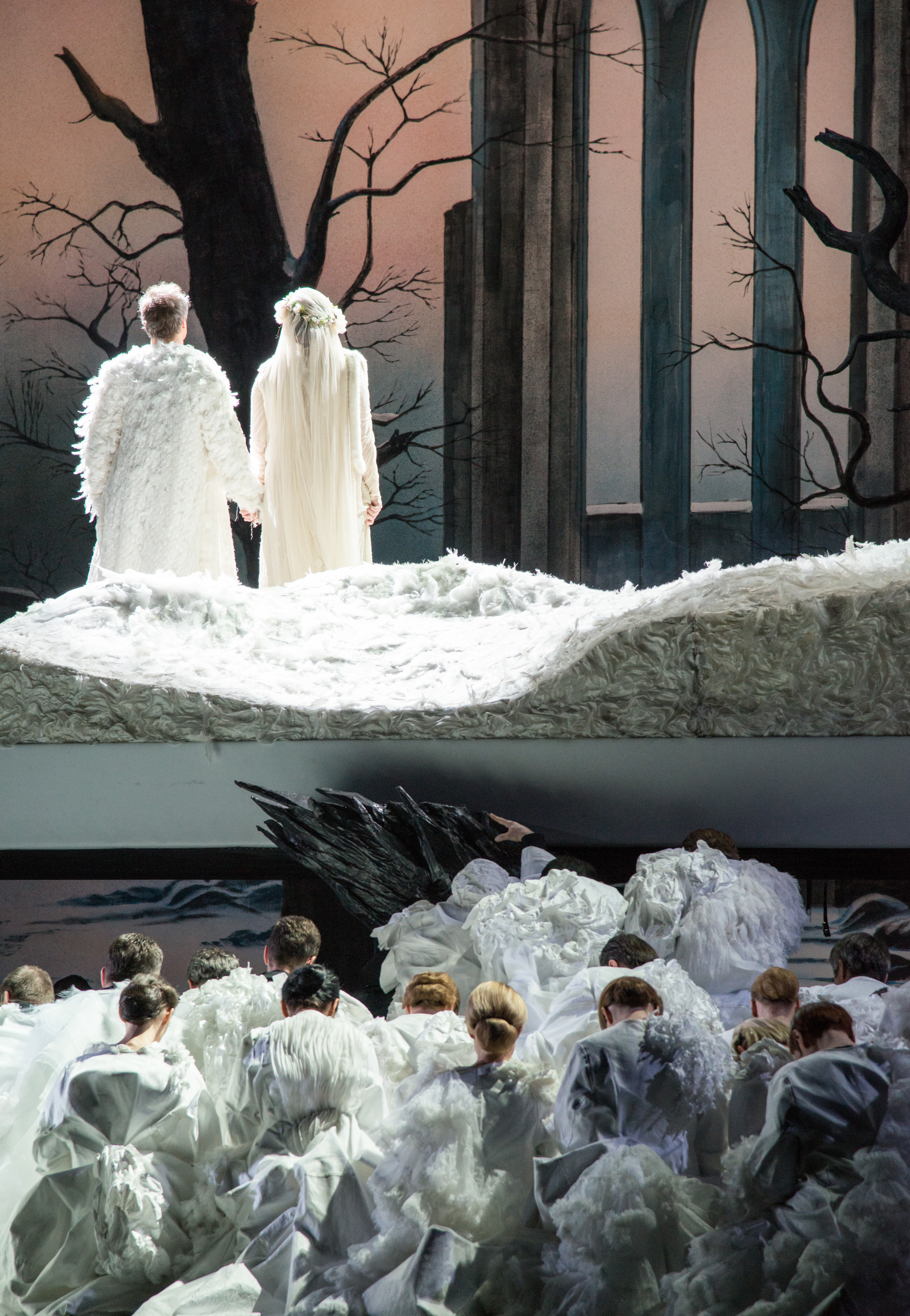
Kostüme von Lacroix für Johannes Eraths Lohengrin-Inszenierung in Graz und Oslo

Zwischen 1987 und 2009 war Lacroix Chef-Designer seiner eigenen Modemarke (siehe unten). Seit den späten 1980er Jahren ist er auch immer wieder als Kostümdesigner für Theater, Oper oder Ballet tätig, unter anderem für American Ballet Theatre (1987), Opéra-Comique (1992), Comédie-Française (1995, 2006, 2016, 2017), Wiener Staatsoper (1999), Opéra Garnier (2000), Pariser Oper (2001), Brüsseler Opernhaus La Monnaie/De Munt (2003) und die Metropolitan Opera New York (2008). Für seine Arbeit an der Comédie-Française wurde Lacroix zweimal mit dem Theaterpreis Molière ausgezeichnet. Eine langjährige Zusammenarbeit im Bereich der Oper verbindet den Designer mit dem Regisseur Vincent Boussard, für dessen Inszenierungen er unter anderem an der Bayerischen Staatsoper in München, an der Staatsoper Unter den Linden in Berlin, am Theater St. Gallen, an der Oper Frankfurt, der Hamburgischen Staatsoper und im Theater an der Wien das Kostümbild übernahm. Weiters arbeitet Lacroix fallweise mit den Regisseuren Denis Podalydès und Johannes Erath zusammen. Für Podalydès entwarf er die Kostüme für Don Pasquale (in Paris), für Le Bourgeois gentilhomme (in Luxembourg und Versailles) und für La clemenza di Tito (in Paris und Saint-Etienne). Mit Erath kooperierte er für Aida (in Köln) und Lohengrin (in Graz und Oslo) und Tannhäuser in Saarbrücken. 2022 entwarf er die Kostüme für eine Neuproduktion der Oper David et Jonathas von Marc-Antoine Charpentier an der Opéra de Versailles in einer Inszenierung von Marshall Pynkoski. Für die Sängerinnen Madonna und Mireille Mathieu schuf Lacroix Tournee-Outfits.
2002 wurde Lacroix zum Ritter der französischen Ehrenlegion ernannt. 2005 gründete er die Firma CXL, die sich dem Design von Theaterkostümen, Hotels und Inneneinrichtungen oder Parfüms für den Kosmetikkonzern Avon widmet und ihm alleine gehört. 2004 designte Lacroix die Uniformen für das gesamte in Kundenkontakt stehende Air-France-Personal. Außerdem stammt das Design des Innenraums der neusten TGVs, welche seit 2007 die Strecken Frankfurt-Saarbrücken-Paris und Stuttgart-Straßburg-Paris befahren, aus Lacroix’ Feder. In Montpellier hat er zudem eine Straßenbahn-Linie im Meeres-Design gestaltet. Mitte 2010 wurde Lacroix zum künstlerischen Berater der französischen Münzprägeanstalt Monnaie de Paris ernannt. Für die vom 4. Februar bis 15. Mai 2011 im Kölner Wallraf-Richartz-Museum gezeigte Alexandre-Cabanel-Schau hat Christian Lacroix die Ausstellungsarchitektur entworfen.

## Die Marke Christian Lacroix

### Blütezeit mit LVMH

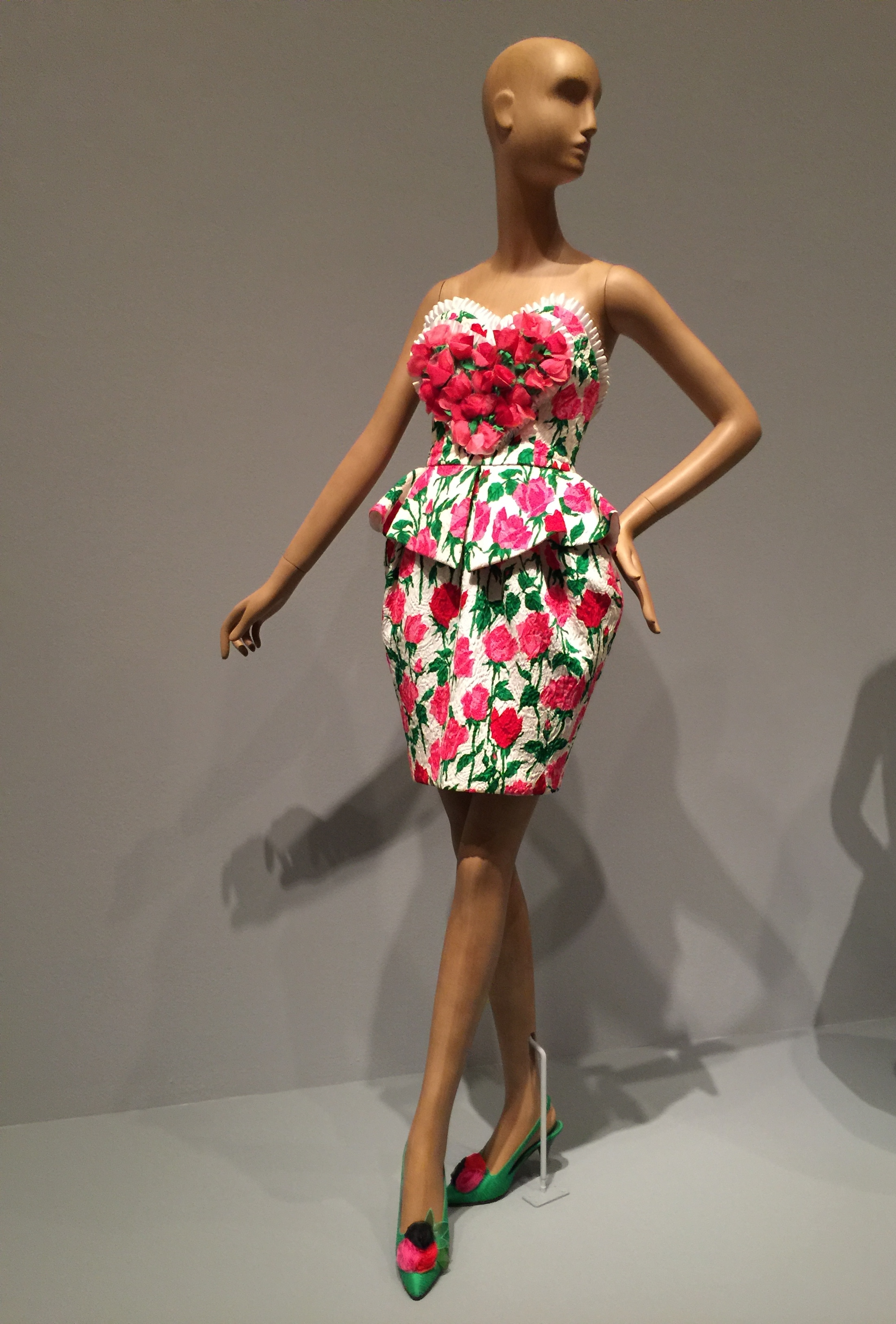
Trägerloses Kleid, 1988, entworfen von Christian Lacroix

Mit der Unterstützung seiner Frau, seines Geschäftspartners Jean-Jaques Picart und des Dior-Chefs und späteren LVMH-Vorstandsvorsitzenden Bernard Arnault, der auf Lacroix über dessen Tätigkeit bei Jean Patou aufmerksam geworden war, gründete Lacroix im Jahre 1987 sein eigenes Unternehmen und präsentierte seine erste eigene Haute-Couture-Kollektion unter dem Namen Christian Lacroix. In der eleganten Pariser Rue du Faubourg Saint-Honoré 73 wurde ein Lacroix-Salon eröffnet. Seitdem war er bis 2009 ständiger Couturier. Lacroix war für seine opulent-eleganten Damen-Roben in leichten, farbenfrohen – gerne roten – Stoffen bekannt. Eines seiner Markenzeichen war der Ballonrock Le pouf. Lacroix selbst, der als Kunsthistoriker quasi durch Zufall in der Welt der Mode gelandet war, war immer mehr Künstler und weniger Geschäftsmann. Die Tragbarkeit der mitunter atemberaubenden Modelle stand nicht notwendigerweise im Vordergrund. 1988 erschien Lacroix auf dem Titelbild des amerikanischen Time Magazine und erhielt erneut den Dé d'or. Im gleichen Jahr stellte er auf Bitten ihres Vaters die damals 16-jährige Stella McCartney als Praktikantin ein. In den folgenden Jahren brachte er auch Prêt-à-porter-Kollektionen für Damen (ab 1988), eine Accessoire-Linie, Sportswear, eine Wohnbedarf-Kollektion (ab 1995) sowie Jeans (ab 1996) und Parfums (ab 1999) auf den Markt. Seine Glanzzeit hatte das Haus Christian Lacroix Ende der 1980er, Anfang der 1990er Jahre. Lacroix war – mit einigen wenigen anderen Designern – der Inbegriff der unbezahlbar teuren Pariser Haute Couture. In dieser Zeit gab es unter anderem in Großbritannien, Bahrain, Saudi-Arabien, Kuwait, Argentinien, Japan und in den USA Lacroix-Boutiquen.
1993 übernahm die LVMH-Gruppe die Marke Christian Lacroix komplett. 1994 kam die Zweitlinie Bazar zum Lacroix-Portfolio hinzu. 2001 wurde eine Kinderkollektion lanciert. 2002 übernahm Lacroix zusätzlich den Posten des Chefdesigners bei Pucci, einer weiteren LVMH-Marke, den er allerdings Ende 2005 wieder räumte. 2004 wurde eine Christian Lacroix-Herrenkollektion lanciert.

### Verkauf und Insolvenz

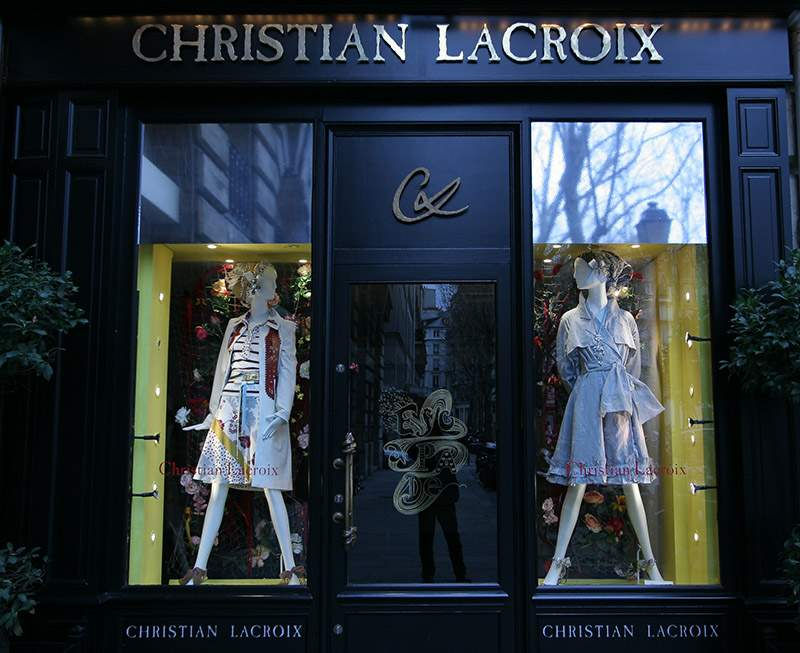
Christian-Lacroix-Boutique an der Place Saint Sulpice in Paris, 2006

Anfang 2005 veräußerte LVMH das Unternehmen Christian Lacroix an die amerikanische Falic Group, einen Betreiber von amerikanischen Duty-free-Shops. Lacroix selbst gab an, über den Verkauf von Arnault nicht informiert worden zu sein. Der Verkauf wurde mit der Tatsache begründet, dass die Marke seit ihrer Gründung 1987 „nicht in die schwarzen Zahlen geführt werden konnte“, sondern stetig nur Verluste verbuchte. Lacroix selbst blieb Chef-Designer und Minderheitsaktionär. Die Kollektionen Bazar und Jeans wurden eingestellt. 2007/08 gab es in Zusammenarbeit mit dem Versandhaus La Redoute eine niedrigpreisige Kooperations-Kollektion von Lacroix mit Damenmode, Accessoires und Wohnbedarf zu kaufen.
Ende Mai 2009 meldete das Unternehmen Lacroix Insolvenz an; die Suche nach einem neuen Finanzpartner war zuvor gescheitert. Als Gründe für die Zahlungsunfähigkeit wurden massive Absatzeinbrüche, vor allem in den USA, infolge der Finanzkrise genannt. Im Juli 2009 präsentierte Lacroix seine vorerst letzte Haute-Couture-Kollektion in Paris, für welche er eigene finanzielle Mittel aufwendete und auf beteiligte Firmen, die auf eine Bezahlung verzichteten, angewiesen war. Die bereits präsentierte Herbst/Winter 2009–2010 Prêt-à-porter-Kollektion wurde nicht mehr in Produktion gegeben. Lacroix verließ das von ihm gegründete Modeunternehmen Ende 2009 und konzentriert sich seither auf seine eigene, 2005 gegründete Design-Firma CXL. Die Rechte an seinem Namen gehören der Falic Group.

### Lacroix ohne Lacroix
Im Dezember 2009 entschied ein Pariser Handelsgericht, nachdem potentielle Interessenten keine finanziellen Garantien vorlegen konnten, dass die Falic Group einen Restrukturierungsplan beginnen solle, der die Entlassung aller bis auf zwölf Mitarbeiter sowie die einstweilige Einstellung der Bekleidungssparte für Damenmode (Haute Couture und Prêt-à-porter) vorsah. Das Haus Lacroix bestand seit Anfang 2010 nur noch aus dem Lizenzgeschäft mit Herrenmode, Krawatten, Brautkleidern, Parfüm, Brillen, Heimtextilien und Schreibwaren. Im März 2010 wurde Sacha Walckhoff, ein französisch-schweizerischer Lacroix-Mitarbeiter seit 1992, zum Chefdesigner ernannt. Eine von Walckhoff designte und in Lizenz gefertigte Herrenkollektion für Frühjahr/Sommer 2011 wurde Mitte 2010 vorgestellt. Bis zur Saison Herbst/Winter 2013–2014 wurde bei den Pariser Modewochen regelmäßig Lacroix-Herrenmode auf dem Laufsteg präsentiert; seither wird die Herrenkollektion im Showroom an der Place Saint Sulpice in Paris vorgestellt, wo sich auch der Flagship-Store befindet. Das Portfolio umfasst zudem seit Mitte der 2010er Jahre Heimutensilien, wie Papierwaren, Kerzen, Geschirr, Kissen, Bettbezüge, Möbel (Lizenz bei Roche Bobois), Lampen, Tapeten (Lizenz bei Designers Guild) und Teppiche (Lizenz bei Moooi) im typischen Lacroix-Stil. Im Januar 2025 übernahm der spanische Modekonzern Sociedad Textil Lonia die Archive sowie 100 Prozent der Marke Christian Lacroix.

### Sonstiges
Christian Lacroix war die Lieblingsmarke der von Jennifer Saunders gespielten Hauptfigur in der ab den 1990er Jahren populären, britischen Sitcom Absolutely Fabulous.

## Arbeit als Kostümbildner (Auswahl)
- 1999 Aschenbrödel, Ballett von Johann Strauss Sohn, Choreographie und Inszenierung: Renato Zanella – Wiener Staatsoper
- 2011 Aida, Regie: Johannes Erath – Oper Köln
- 2011 I Capuleti e i Montecchi, Regie: Vincent Boussard – Bayerische Staatsoper München, danach auch an der Oper Graz und an der San Francisco Opera
- 2011 Candide, Regie: Vincent Boussard – Staatsoper Unter den Linden Berlin
- 2013 Lohengrin, Regie: Johannes Erath – Oper Graz, ab 2015 auch an der Oper Oslo
- 2017 Tannhäuser, Regie: Johannes Erath – Oper Saarbrücken
- 2018 I puritani, Regie: Vincent Boussard – Oper Frankfurt

## Auszeichnungen
- 1986: Dé d'or de la haute couture (Goldener Fingerhut) für Patou-Mode
- 1986: CFDA International Award
- 1988: Dé d'or de la haute couture (Goldener Fingerhut) für Lacroix-Mode
- 1996: Theaterpreis Molière für die Kostüme von Phèdre (1995)
- 2007: Theaterpreis Molière für die Kostüme von Cyrano de Bergerac (2006) an der Comédie-Française
- 2013: International Opera Award (Nominierung)